# Hendrik Houthakker

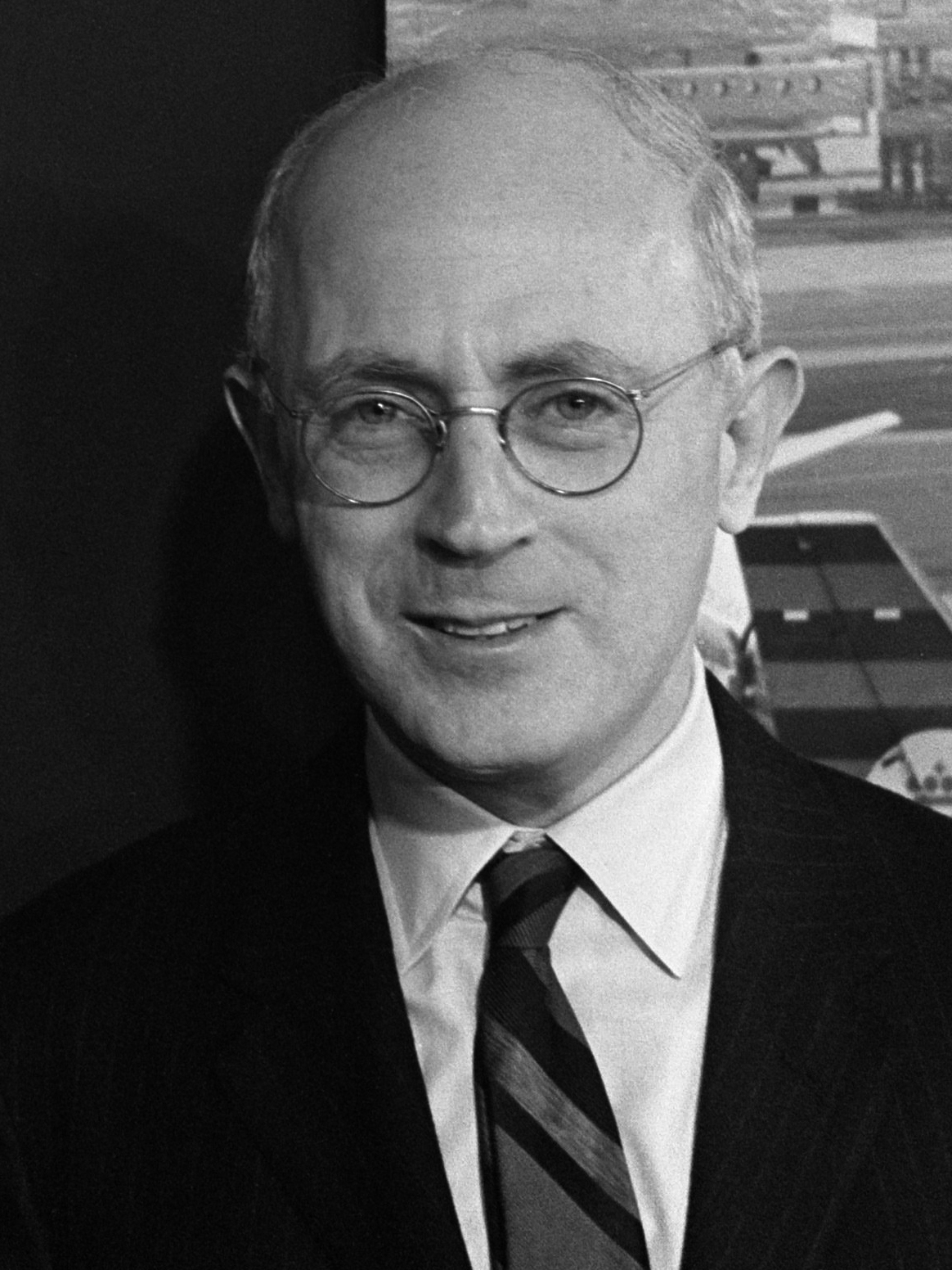
Hendrik S. Houthakker (1969)

Hendrik Samuel Houthakker (* 31. Dezember 1924 in Amsterdam; † 15. April 2008 in Lebanon, New Hampshire) war ein niederländischstämmiger US-amerikanischer Wirtschaftswissenschaftler.

## Leben
Houthakker studierte an der Universität von Amsterdam, wo er 1949 seinen Abschluss machte. Anschließend ging er an die University of Cambridge. 1952 zog er in die USA, um bei der Cowles Commission for Economic Research an der University of Chicago zu forschen. Ab 1954 lehrte er an der Stanford University. Hier blieb er bis 1960, nur 1955 durch eine Gastprofessur an der Universität Tokio unterbrochen. Seine nächste Station war die Harvard University, wo er bis 1994, als er in den Ruhestand ging, arbeitete.
Houthakker war zunächst unter US-Präsident Lyndon B. Johnson Mitglied im Rat der Wirtschaftsberater. In gleicher Funktion gehörte er von 1969 bis 1971 dem dann dreiköpfigen Gremium unter Präsident Richard Nixon an. Später übernahm er weitere Beratungsaufgaben für verschiedene staatliche Institutionen.
Houthakker gehörte mehreren Forschungsinstitutionen an. Er war beispielsweise Mitglied der National Academy of Sciences (1974), der American Academy of Arts and Sciences (1968) oder der American Economic Association, deren Vizepräsident er zu Beginn der 1970er Jahre war.
Houthakker war verheiratet mit der Philosophin Anna-Teresa Tymieniecka, einer langjährigen Vertrauten Johannes Paul II.

## Werk
Houthakker hat ein breit gestreutes Feld innerhalb der Wirtschaftswissenschaften bearbeitet. So hat er sowohl über Themen der Ökonometrie, der Haushaltstheorie oder der Wirtschaftspolitik und ökonomischer Beziehungen zwischen Volkswirtschaften als auch über internationale Finanzmärkte publiziert.